# Rocca dei Papi
La Rocca dei Papi è una fortezza medievale situata nel comune di Montefiascone, in provincia di Viterbo.

## Storia
L'altura dove attualmente sorge il paese di Montefiascone (633 m s.l.m.), da sempre posizione naturalmente strategica per il controllo dell'intera vallata, fu abitata sin dall'Età del Ferro; nel luogo ove si trova la presente fortezza sono stati rinvenuti i resti di un insediamento protovillanoviano, databile intorno al IX secolo a.C.-VIII secolo a.C.. Di epoca etrusca è invece l'edificazione di un muro difensivo composto di blocchi di tufo, avvenuta probabilmente fra il VI ed il III secolo a.C..
I restauri eseguiti nel corso degli anni ’80 hanno portato alla luce delle tombe che costituiscono una area sepolcrale risalente all’epoca longobarda (VI-VII secolo); i resti della necropoli sono tuttora visibili attraverso il pavimento costituito da lastre trasparenti. Nel Medioevo già attestata la presenza di una munita roccaforte molto probabilmente lignea, a presidio della posizione strategica a ridosso della Via Cassia (e in seguito della Via Francigena).
Occupata da Federico Barbarossa nel XII secolo, la fortezza venne riconquistata dalle truppe pontificie ed individuata da Papa Innocenzo III come un punto cardine per la difesa della regione. Nel 1207 il pontefice fece spostare la sede del Rettore del Patrimonio di San Pietro in Tuscia proprio a Montefiascone, più facilmente difendibile, e fece apportare numerose modifiche al forte preesistente, iniziando l'edificazione vera e propria della Rocca così come è ora visibile. L'impianto del presidio venne ampliato e le sue fortificazioni rafforzate secondo i canoni dell’architettura militare del tempo, progettate come una struttura a pianta trapezoidale con 4 torri angolari.
I successori di Innocenzo III continuarono ad ampliare e ristrutturare la fortificazione; in particolare Urbano IV, che risiedette spesso nella cittadina, fece rafforzare la torre e Martino V, che vi risiedette a lungo durante i mesi invernali, insignì il castello della qualifica di "castello speciale della Chiesa". Fra il 1321 ed il 1342 la Rocca fu sede della Zecca Pontificia. Durante la cosiddetta Cattività avignonese, Montefiascone e la sua rocca divennero il centro da cui i pontefici amministrarono gli affari politici dei loro domini nel Centro Italia. Dal 1353 il cardinale Egidio Albornoz, delegato da papa Innocenzo VI di consolidare i domini italiani in vista di un imminente ritorno del Papato a Roma, fece della Rocca una delle sue prime basi per la riconquista del territorio laziale.
Fu in particolare papa Urbano V che inaugurò il periodo di massima fioritura della Rocca, ordinandone nuovi lavori di ampliamento (fra cui la realizzazione di una grande cisterna scavata nel piazzale antistante il palazzo) nel 1367 e facendo della fortezza una delle sue residenze estive privilegiate. Agli inizi del Cinquecento Cesare Borgia intraprese nuovi lavori di modernizzazione del presidio militare della Rocca, diretti da Antonio da Sangallo il Vecchio, per renderlo maggiormente resistente all'uso nuove armi da fuoco che si era ormai diffuso nell'arte bellica del tempo.
Proprio la prima parte del XVI secolo vide forse il maggior sviluppo della Rocca, ulteriormente ampliata da Antonio da Sangallo il Giovane, che ne realizzò il cortile rinascimentale interno ed il consolidamento delle mura di cinta nel 1516, e scelta da numerosi pontefici quali Giulio II, Leone X (che vi risiedette spesso con l'intera sua corte) e Clemente VII (che vi trovò rifugio durante il Sacco di Roma del 1527) come residenza estiva di abituale frequentazione.
Il graduale declino dell'importanza della Rocca all'interno della gerarchia dei palazzi pontifici iniziò con Papa Paolo III Farnese, che ne ordinò il trasferimento di buona parte del presidio militare (in particolare di cinque grandi cannoni difensivi) nella fortezza di Perugia, da lui stesso fatta erigere.  Anche la sede del rettorato del Patrimonio di San Pietro in Tuscia venne trasferita a Viterbo, contribuendo al generale declino della località e della roccaforte. La diffusione in città della Peste nel 1657 ed un grave terremoto nel 1695 accentuarono il declino della Rocca, ceduta nel 1691 al cardinale Gregorio Barbarigo, che ne prelevò del materiale per l'edificazione del nuovo seminario cittadino e destinò la struttura a magazzino. Confiscata dallo stato italiano nel 1870, venne restituita al comune di Montefiascone, che ne è tuttora il proprietario e ne ha commissionato a partire dal 1983 importanti lavori di restauro e di recupero.

## Descrizione

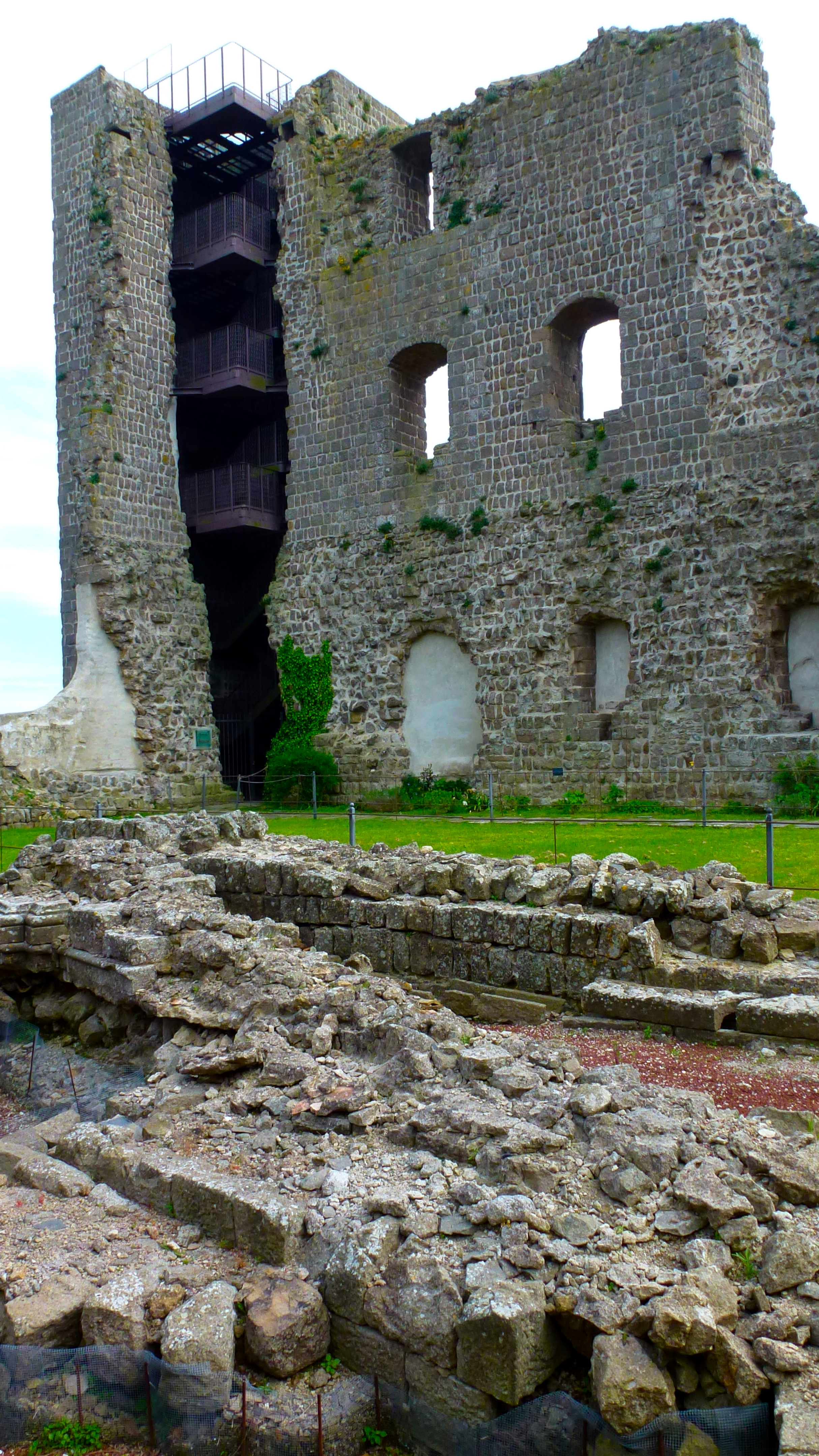
Torre del pellegrino

Dell'imponente complesso difensivo quattro-cinquecentesco, che presentava una pianta trapezoidale con gli angoli occupati da imponenti torri, resta solamente parte della struttura, e l'imponente torre di nord-ovest. Dalla torre angolare meridionale, denominata Torre del Pellegrino, si può apprezzare uno splendido panorama sul lago di Bolsena e sulle campagne circostanti.
L’attuale Palazzo, cui attualmente si accede dal ponte che sovrasta l'antico fossato è articolato in due piani e un sotterraneo. Il piano superiore presenta un soffitto a capanna scandito da grandi archi a tutto sesto e vi si accede sia dal piano terreno, passando dalla torre angolare di nord-ovest, sia dall’esterno, attraverso la scalinata che sovrasta il portico. Il sotterraneo è costituito essenzialmente da un grande ambiente di forma rettangolare. Attribuita ad Antonio da Sangallo il Giovane la loggia, che in origine racchiudeva un cortile rettangolare, non è più oggi visibile. Sui pilastri che sorreggono le arcate si trovano due iscrizioni che riportano la data 1516 e il nome di papa Leone X, riferimento alla data di conclusione dei lavori da lui commissionati.
Il piano terra della fortezza ospita dal 2006 un piccolo museo dedicato ad Antonio da Sangallo il Giovane, che contribuì agli inizi del Cinquecento ai lavori per il suo ammodernamento, contenente diverse fotografie e schizzi illustrativi della sua opera. Attualmente presso gli ambienti della Rocca si svolgono manifestazioni e incontri culturali. Presso l'Enoteca Provinciale Tuscia, allestita nell'ampio
salone ricavato presso le antiche scuderie al piano seminterrato, è possibile degustare vini e altri prodotti locali. Ai piedi della Rocca è inoltre visitabile un giardino all'italiana fatto edificare dal cardinale Pompeo Aldrovandi nel 1736.